# Melithaea andamanensis
Melithaea andamanensis is een zachte koraalsoort uit de familie Melithaeidae. De koraalsoort komt uit het geslacht Melithaea. Melithaea andamanensis werd in 1987 voor het eerst wetenschappelijk beschreven door Van Ofwegen. 